# Frades de la Sierra
Frades de la Sierra is een gemeente in de Spaanse provincie Salamanca in de regio Castilië en León met een oppervlakte van 28,30 km². Frades de la Sierra telt 208 inwoners (1 januari 2016).
In de buurt van de dorp ontspringt de Alagón.

## Demografische ontwikkeling
Bron: INE, 1857-2011: volkstellingen
Opm.: In 1979 werd de gemeente Navarredonda de Salvatierra aangehecht